# بلبلو كلانتر (اسماعيلي كرمان)
بلبلو کلانتر (بالفارسية: بلبلو کلانتر) هي قرية تقع في إيران في ناحية إسماعيلي. يقدر عدد سكانها بـ 216 نسمة .